# Asbjørn Sunde
Asbjørn Edvin Sunde, född 26 december  1909 eller 27 december 1909 på Rørvik i Vikna, död 23 april 1985 i Oslo, alias Osvald Pettersen, alias Knut Pettersen, var en av ledarna för Wollweber-organisationen i Norge, den så kallade Osvaldgruppen (som är uppkallad efter ett av Sundes två kodnamn; «Osvald»  
) och de antifascistiska motståndsaktionerna i Norge. Organisationen var den första och senare dominerande civila sabotageverksamheten i Norge mellan 1941 och 1944. Till yrket var Sunde sjöman.

## Biografi
Asbjørn Sunde anmälde sig som frivillig i kampen mot fascismen under kriget i Spanien 1937–1938. Hösten 1938 blev han ledare för Wollweber-organisationen i Norge efter Martin Rasmussen Hjelmen, men när Ernst Wollweber arrersterades i Sverige i maj 1940 miste Asbjørn Sunde kontakten med den översta ledningen i Moskva. Tiden fram till 1941, då Tyskland angrep Sovjetunionen, försökte Sunde ändå hålla organisationen i Norge vid liv genom att utföra flera olika sabotageaktioner riktade mot nazisterna i Norge. 
Asbjørn Sunde och Osvaldgruppen samarbetade ofta med motståndsgrupperna Milorg, 2A samt SOE och blev ofta hänvisade till att utföra de allra farligaste uppdragen. Allra tätast arbetade Asbjørn Sunde tillsammans med Asbjørn Bryhn, en av ledarna för 2A. 
Hösten 1942 blev Asbjørn Sunde Norges Kommunistiska Partis sabotageledare, men 1944 bröt han samarbetet eftersom han inte accepterade Peder Furubotn i toppen för ledningen. Samma år avvecklades Osvaldgruppen på order av Moskva.
Efter sprängningen av Statspolisens kontor for Oslo och Aker 21 augusti 1942 var Sunde efterlyst i hela Norge. Vid sprängningen av Oslo Arbeidskontor 20 april 1943 sköt Asbjørn Sunde, som var skadad, sig igenom tyskarnas avspärrningar.
År 1954 arresterades Asbjørn Sunde och dömdes till åtta års fängelse för spionage åt Sovjetunionen. Han blev villkorligt frigiven 1959, först efter att två tredjedelar av straffet avtjänats.

## Utmärkelser
Sunde tilldelades norska "Deltagermedaljen 9. april 1940 – 8. mai 1945". Han tilldelades ryska Medalj for seger över Tyskland i Stora fosterländska kriget 1941 - 1945.